# Sandwick (Orkney)

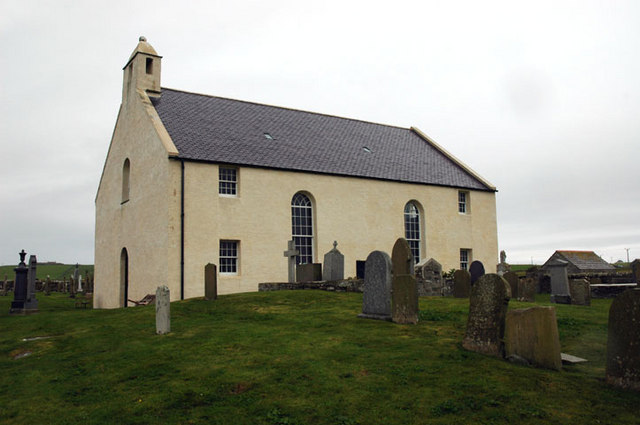
Die Kirche von Sandwick

Sandwick ist eine historische Verwaltungseinheit (Civil Parish) auf den Orkneyinseln im Norden von Schottland. Vom Typ her handelt es sich um eine Gemeinde.
Das Gebiet des Civil Parishes liegt im Westen der Insel Mainland. Es bildet eine viereckige Form, an das im Norden und Osten mit Birsay and Harray sowie im Süden mit Stromness zwei angrenzende Civil Parishes stoßen. Größere Ortschaften in der Nähe sind Stromness, etwa 9 Kilometer im Süden, sowie Kirkwall, etwa 20 Kilometer im Osten.
Die zugehörigen Ortschaften sind Aith, Dounby, Hestwall, Mill of Rango, Quoyloo sowie Skeabrae.
Ende des 20. Jahrhunderts ging aus ihr die Community Council Area Harray and Sandwick hervor.